# Charles James Martin (umělec)

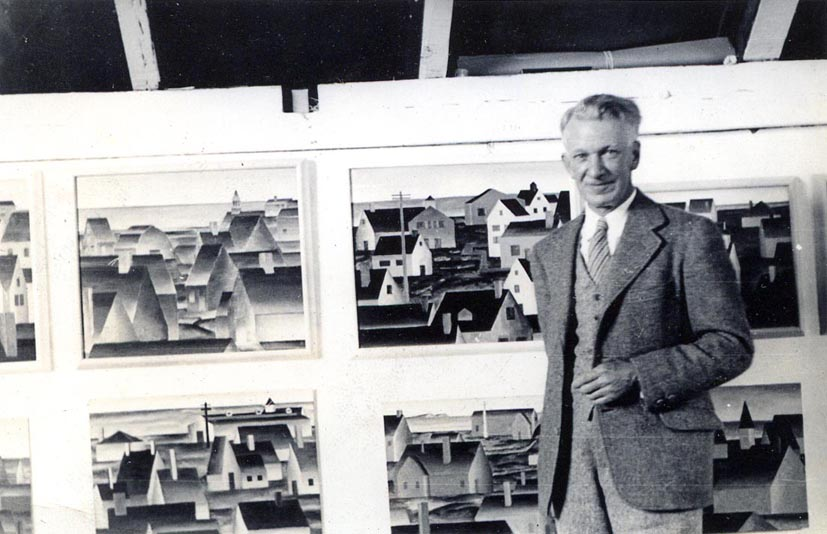
Charles J. Martin s akvarely, asi 1930

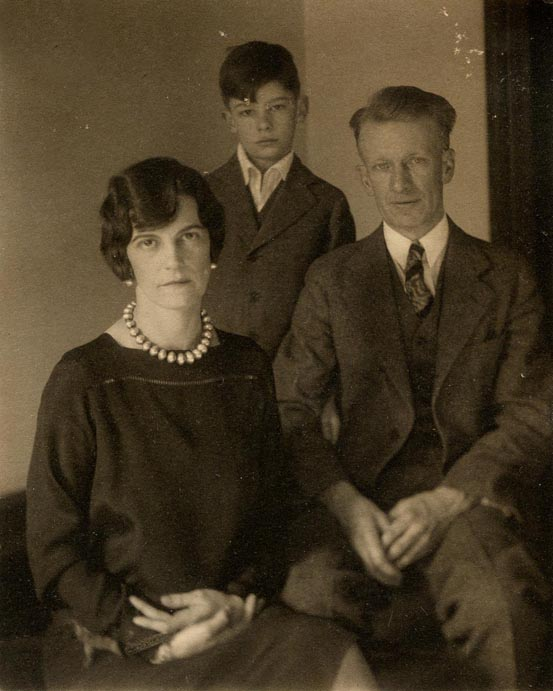
S manželkou Esther a synem Jamesem, 1920–1930

Charles James Martin (září 1886, Mansfield – 9. srpna 1955, Hyannis) byl americký modernista a umělecký instruktor. Pracoval s různými médii, včetně leptu, litografie, akvarelovými barvami, monotypu, linorytu, dřevořezu, oleje, fotografie, pracoval se škrábanou rytinou mezzotintou nebo jako stříbrník.

## Životopis
Martin se narodil v roce 1886 v Mansfieldu v Anglii a jako chlapec emigroval do USA a prožil zbytek svého života jako Američan. Studoval umění u Arthura Wesleyho Dowa na jeho letní škole umění v Ipswichi a pak na Columbia University Teachers College, kde se v roce 1914 sám stal instruktorem.
V druhé dekádě 20. století Martin studoval fotografii u Clarence H. Whitea na Teachers College a v roce 1918 se sám stal instruktorem na Whiteově fotografické škole. V roce 1918 Martin vyhrál první cenu ve fotografické soutěži pořádané Columbia University, ve které byli Dow a White porotci. Během této doby byl členem výkonného výboru Pictorial Photographers of America.
V roce 1923 se Martin stal na Teachers College profesorem a na této škole pokračoval ve své práci až do čtyřicátých let 20. století. V letech 1914–15 navštěvovala Martinovu třídu na Columbia University Teachers College malířka Georgia O'Keeffe, která se zde seznámila s fotografkou a sufražetkou Anitou Pollitzerovou. O'Keeffe považovala Martinovy přednášky za tak významné, že mu posílala příklady své práce ke zkritizování i poté, co už jeho třídu nenavštěvovala. Martinovým fanouškem byl také Winston Churchill, jako o příteli se o něm zmiňuje v dopisech ze třicátých let.
Martin strávil od 20. do 50. let 20. století vyučováním výtvarných seminářů v plenéru v Provincetownu, a také v Mexiku. Martin pokračoval v práci uměleckého instruktora, často na volné noze, po zbytek svého života. Zemřel 9. srpna 1955 v Hyannisu po krátké nemoci. Je pohřben na hřbitově North Burial Ground v Providence na ostrově Rhode.

## Rodina
Na vysoké škole učitele se Martin seznámil s kolegyní studentkou umění Esther L. Uptonovou, se kterou se oženil. Uptonová byla neteří Clifforda B. Uptona a Siegried M. Uptonové, což byli prominentní učitelé na vysoké škole a také na škole Horace Manna. Paní Uptonová byla také významná fotografka, která studovala u Clarence H. Whitea. Charles a Esther žili krátce v Paříži v roce 1913–14. V roce 1918 se jim 16. května narodilo jediné dítě, syn James Upton "Kimo" Martin (zemřel 20. ledna 2007). Charles a Esther se nakonec rozešli a většinu dvacátých let trávili od sebe navzájem daleko. James trávil čas s oběma rodiči a stal se umělcem a návrhářem nábytku.

## Vybrané výstavy
- American Water Color Society Exhibition, National Arts Club, 1916
- Columbia Teachers College, 1916
- Philadelphia Water Color Exhibition, 1916[10]
- MacDowell Club Sketch Exhibition, 1917[11]
- Pictorial Photographers of America Exhibition, Detroit Museum of Art, leden 1918
- Painter-Gravers Of America Exhibition, 1919[12]
- Provincetown Art Association Exhibition, 1927[13]
- Morton Galleries, New York City, 1929[14]
- International Water Color Exhibition, Art Institute of Chicago, 2. května – 2. června, 1929[15]
- Provincetown Art Association Exhibition, 1931[16]
- Morton Galleries, New York City, 1931
- Morton Galleries, New York City, 1932.[17]
- Morton Galleries, New York City, 1933[18]
- Morton Galleries, New York City, 1934[19]
- Delphic Studios, New York City, 1934[20]
- Brooklyn Museum, Brooklyn, NY, 1935 "Exhibition of Water Color Paintings, Pastels and Drawings by American and European Artists, únor 1935
- Morton Galleries, New York City, 1936[21]
- Morton Galleries, New York City, 1937[22]
- Morton Galleries, New York City, 1938[23]
- Brooklyn Museum Art School, 1949[24]

## Vybrané publikace
- Notes On Permanent Painting, 1924, článek pro Teachers College Record.[25]
- Creative Design In Painting, a 12minutový 16 mm výukový film, 1936. "A demonstration of the organization of lines and areas within a rectangle. The illustration of these design principles is then carried over into the painting of a landscape in watercolor."[26]
- How To Make Modern Jewelry[27], New York : Museum of Modern Art: distribuce: Simon and Schuster, 1949.

## Galerie vybraných uměleckých děl

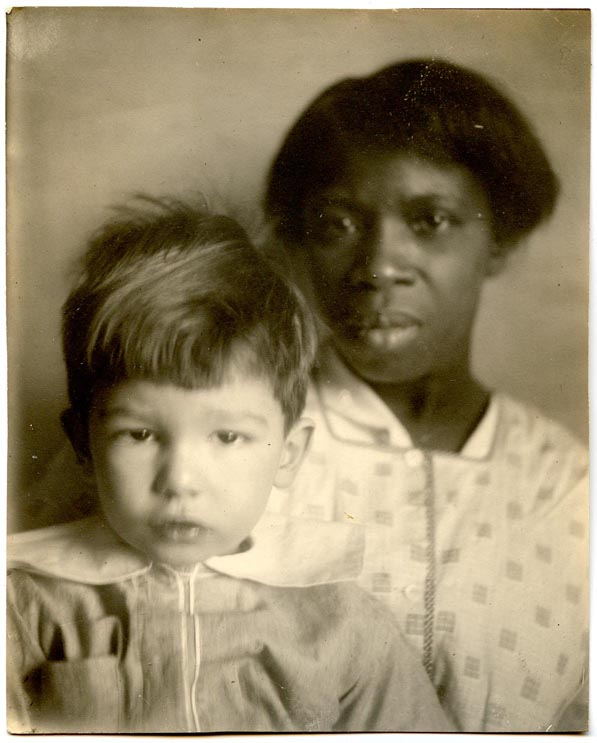
James U. Martin s Nanny, 1921
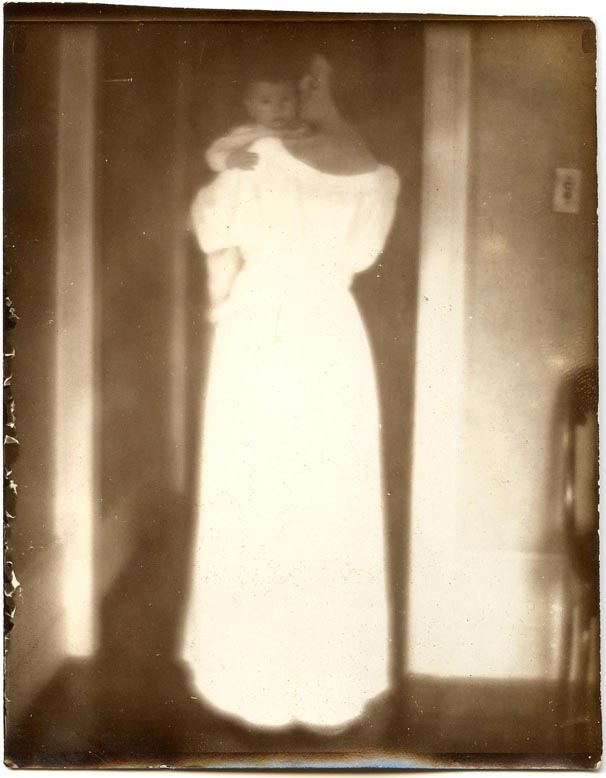
Esther L. Martin spolu s Jamesem U. Martinem, asi 1919
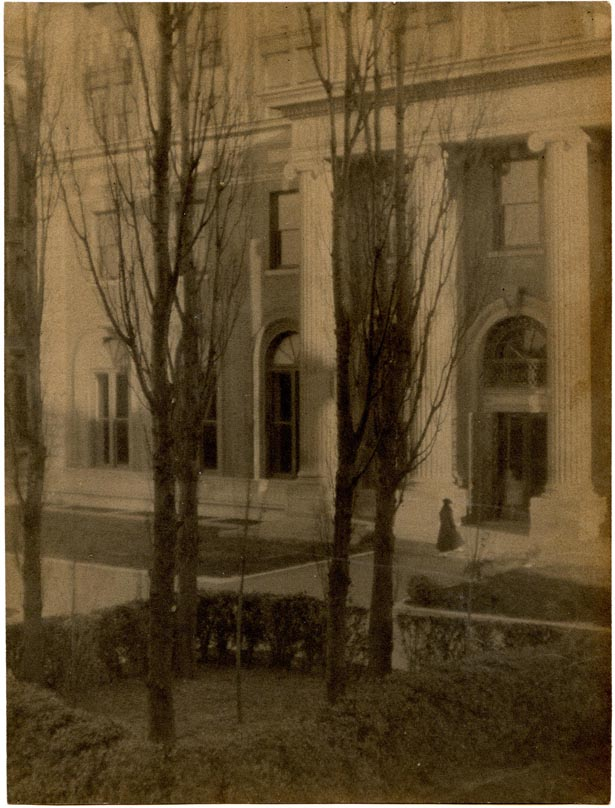
Columbia University Scene, 1918
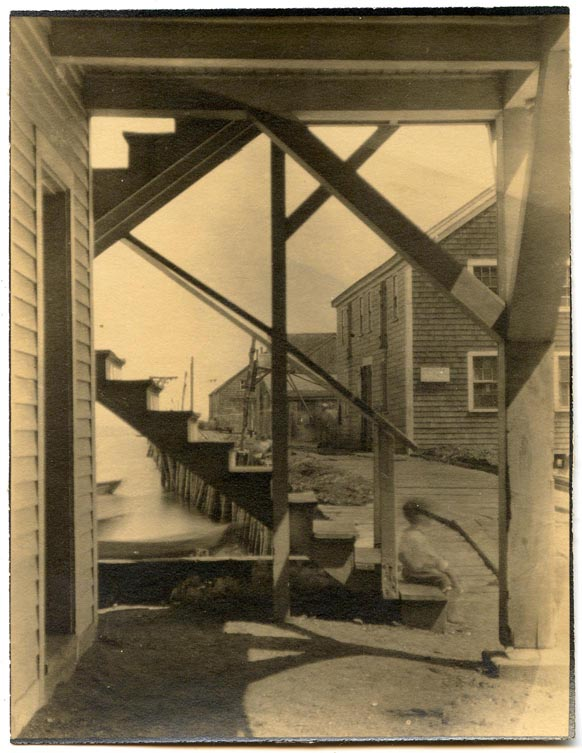
Dockside Buildings s Jamesem U. Martinem, 1920–1925
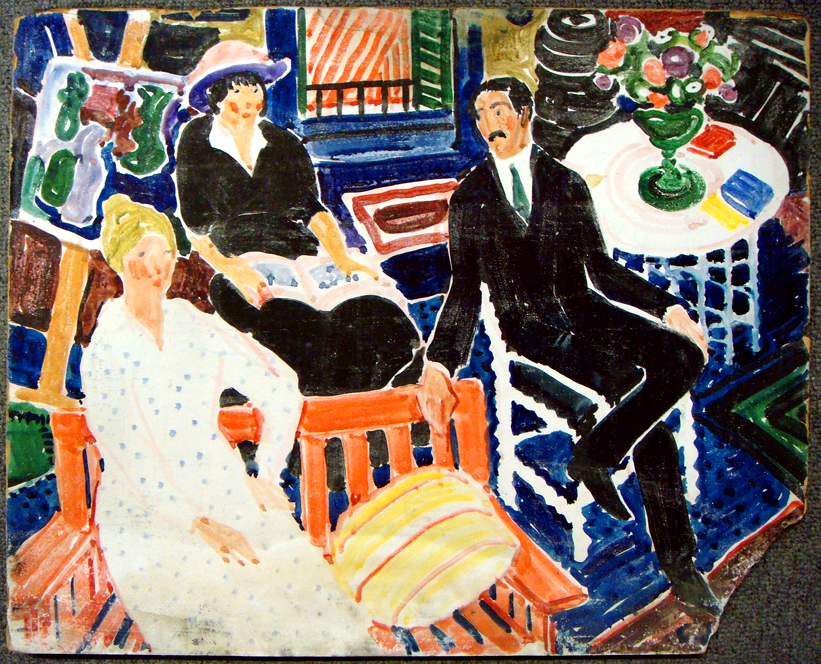
An Interior, 1916, akvarel
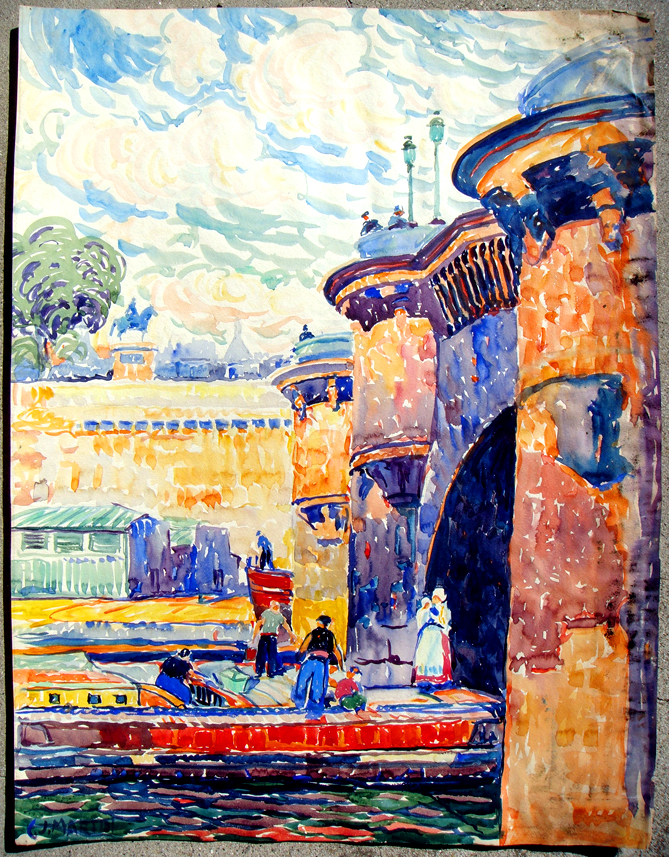
Canal scene, asi 1913, akvarel
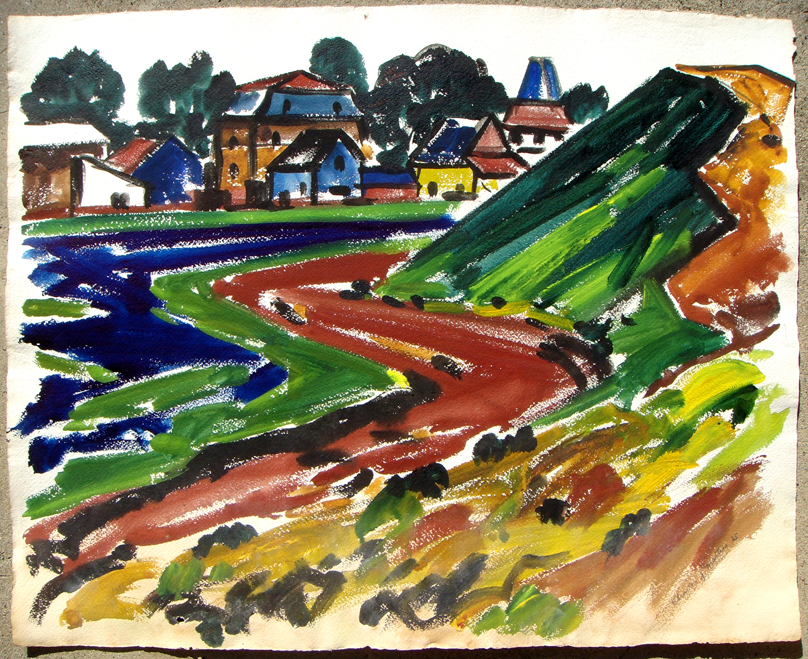
Landscape, 1930–1940, akvarel
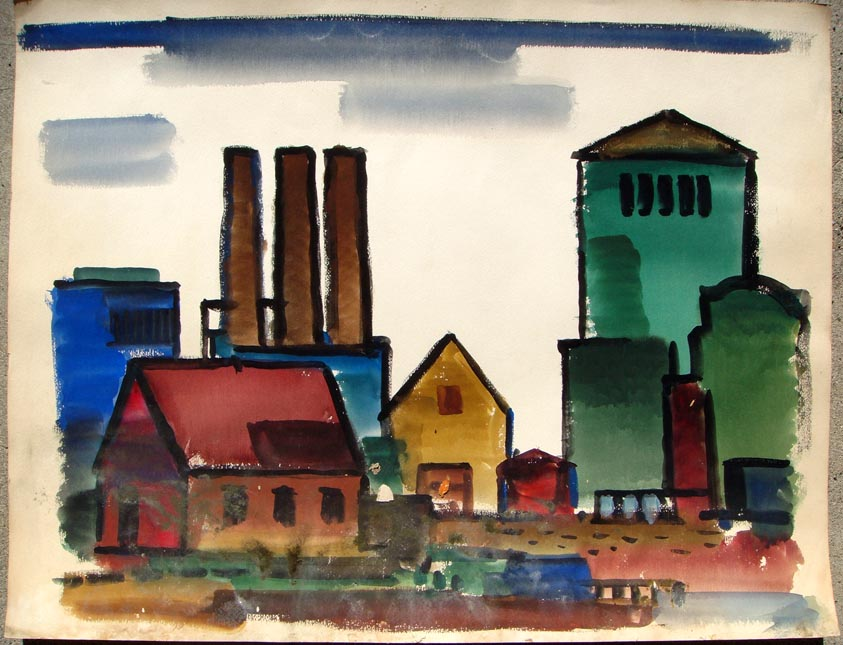
Factory, 1930–1940, akvarel